# Rhythmicon
Rhythmicon – instrument muzyczny z grupy elektrofonów elektromechanicznych wynaleziony w 1930 przez awangardowego muzyka amerykańskiego Henry'ego Cowella przy współpracy z twórcą wielu innych instrumentów elektronicznych Lwem Termenem. Pomysłem Cowella była konwersja harmonii w rytm. Teremen dostarczył techniczne środki do urzeczywistnienia tego zamierzenia.
Instrument był połączeniem technologii oscylatora LC opartego na heterodynie i układu optoelektrycznego. Wyposażony był w siedemnastoklawiszową polifoniczną klawiaturę. Każdy z klawiszy powodował generowanie przez oscylator dźwięku o określonej częstotliwości, zaś wirujące tarcze perforowane w połączeniu z czujnikiem fotoelektrycznym powodowały przerwania obwodu i okresowe zaniki dźwięku. Dodatkowy klawisz dodawał dodatkowe przerwanie pomiędzy głównymi. W swej istocie rhythmicon był pierwszym automatem perkusyjnym.
Cowell użył tego instrumentu przy nagrywaniu swych dwóch kompozycji Rhythmicana oraz Music for Violin and Rhythmicon (Muzyka na skrzypce i rhythmicon), po czym zarzucił instrument. Był on potem używany w badaniach psychologicznych i ostatecznie jeden z jego niefunkcjonujących egzemplarzy znalazł się w muzeum Smithsonian Institution. Nie jest jasne, ile instrumentów tego typu wyprodukowano. Wiadome jest jednak, że w połowie lat 50. inny wynalazca Joe Meek przypadkowo natknął się na jeden egzemplarz w sklepie ze starociami w Nowym Jorku, zakupił go i przewiózł do swego londyńskiego studia nagraniowego. W latach 50. i 60. użyto go wielokrotnie w produkcjach filmowych i telewizyjnych, m.in. w filmie Doktor Strangelove, czyli jak przestałem się martwić i pokochałem bombę. Instrument został także użyty przez grupę Pink Floyd w czasie nagrywania albumu Atom Heart Mother, Tangerine Dream na płycie Rubicon oraz przez Arthura Browna na albumie The Crazy World of Arthur Brown.